# 瓢亭 (旧花岡家住宅)
瓢亭（ひょうてい）は、新潟市中央区にある鰻料理店。建物の「瓢亭（旧花岡家住宅）」は古町花街にある元芸妓の住宅兼稽古場だった建物で、国の登録有形文化財である。

## 歴史
旧花岡家住宅（旧花岡邸）は新潟市中央区古町通八番町にあり、1934年（昭和9年）頃に建築された。古町花街にあり元芸妓の住宅兼稽古場として使用されていた。
鰻料理店の「瓢亭」は1894年（明治27年）に旧花岡邸の向かいの地に料亭として創業した。その後、新潟三越に店を構えていたが、2020年（令和2年）3月の新潟三越閉店に伴い旧花岡邸に店舗を移した。

## 建物
二階建ての数寄屋造りである。1934年（昭和9年）頃に建築され、2019年（令和元年）に改修された。